# Sergio Messina
Sergio Messina, conosciuto in campo musicale con gli pseudonimi di RadioGladio e Budda Stick (18 settembre 1959), è un musicista, produttore discografico e autore televisivo italiano e sperimentatore nell'elettronica, nella radio e nei nuovi media.

## Biografia
Collaboratore di Radio Città Futura e di Radio Uno (AudioBox), nel 1990 registrò un'audiocassetta che spedì in circa trecento copie alle principali radio italiane e internazionali. Il nastro fu ascoltato da Frank Zappa che ne rimase favorevolmente colpito.
Dopo questo primo estemporaneo lavoro proseguì nelle collaborazioni con la RAI e la Radio Televisione Austriaca ORF e Kunstradio. Nel 1993 produsse e collaborò alla scrittura dell'album Curre curre guaglió dei 99 Posse. In questo periodo collaborò inoltre con vari artisti tra cui: Technogod (il singolo Nell'anno del Maiale), Disciplinatha, Casino Royale, Aeroplanitaliani.
Il suo vero esordio fu nel 1994 con l'EP La vendetta del mulino bianco, che comprendeva il brano comico Lista dei drogati del Lazio. Il brano  La vendetta del mulino bianco fu inserito nell'audiocassetta Forza Italia allegata al n. 162 del 12 marzo 1994 di Cuore.
L'anno successivo prese parte al primo progetto tramite l'uso di internet di radiofonia globale Horizontal Radio.
Nel 1996 ha pubblicato l'album Inaudito con lo pseudonimo Budda Stick.  Dopo aver esaurito le copie stampate a partire dal 1997, l'album fu reso disponibile in download gratuito. Nello stesso anno ha iniziato a collaborare con la rivista Rumore con una pagina personale. Nel 1998 ha inciso con Elisabeth Schimana e la International Theremin Orchestra l'album Touchless, collaborato con gli Avion Travel per il singolo L'ostinata e remixato il singolo L'eterna lotta tra il bene e il male di Elio e le Storie Tese.
Per alcuni anni ha abbandonato la produzione discografica per dedicarsi alla divulgazione nel campo del multimedia. Nel 1999 ha aperto il sito Radio Lilliput, sito ora chiuso. Nel 2000 ha partecipato al Ars Electronica Festival in Austria sia come artista musicale in collaborazione con Alexander Bălănescu e come artista multimediale con la sua installazione Realcore, the digital porno evolution. 
Nel 2003 ha iniziato a collaborare con l'edizione italiana del mensile Rolling Stone. Ha collaborato con la Rai Educational con il programma Mediamente.
Dal 2005 insegna Sound Design e Storia della Cultura Pop. Nel 2009 ha pubblicato in edizione limitata l'album Boleros. Due anni dopo assieme a Painé Cuadrelli ha dato vita al progetto Soslo che ha portato alla realizzazione dell'album omonimo. Il suo ultimo album Sensual Musicology è uscito nel 2022.

## Discografia

### Album
- 1990 - RadioGladio (autoprodotto)
- 1996 - Inaudito come Budda Stick
- 2009 - Boleros

### EP
- 1994 - La vendetta del mulino bianco (RadioGladio)